# U16-EM 2021 (volleyboll, damer)
U16-EM 2021 i volleyboll för flickor var den tredje upplagan av tävlingen och  spelades 10 till 18 juli  Nyíregyháza, Ungern, och Humenné, Slovakien. I turneringen deltog 12 U16-landslag från CEV:s medlemsförbund. Ryssland tävlingen för första gången genom att besegra Italien i finalen. Iva Dudova  var främsta poängvinnare med 179 bollpoäng medan Marina Asliamova utsågs till mest värdefulla spelare.

## Arenor
|                                                                |                                                                |  |
|                                                                |                                                                |  |
| Continental Aréna Stad: Nyíregyháza Kapacitet: 2 400 Öppnad: - | Mestská športová hala Stad: Humenné Kapacitet: 1 186 Öppnad: - |  |

## Regelverk

### Format
Turneringen bestod av två rundor. Den första rundan bestod av gruppspel med två grupper om sex lag. De två första lagen gick vidare till slutspel, som spelades med semifinaler, match om tredjepris och final. De två följande lagen spelade placeringsspel om platserna 5-8, även det i cupformat.

### Metod för att bestämma tabellplacering
Om slutresultatet blev 3-0 eller 3-1 tilldelades 3 poäng till det vinnande laget och 0 till det förlorande laget, om slutresultatet blev 3-2 tilldelades 2 poäng till det vinnande laget och 1 till det förlorande laget.
Lagens position i respektive grupp bestämdes utifrån (i tur och ordning):
- Antal vunna matcher
- Poäng;
- Kvot vunna/förlorade set
- Kvot vunna/förlorade bollpoäng;
- Inbördes möten.

## Deltagande lag
| Lag           | Turnering              | Deltog senast               |
| ------------- | ---------------------- | --------------------------- |
| Belgien U16   | 1:a kval (grupp A)     | / Italien och Kroatien 2019 |
| Bulgarien U16 | 1:a kval (grupp B)     | Bulgarien 2017              |
| Kroatien U16  | 1:a kval (grupp C)     | / Italien och Kroatien 2019 |
| Italien U16   | 1:a kval (grupp WEVZA) | / Italien och Kroatien 2019 |
| Polen U16     | 1:a kval (grupp D)     | Debut                       |
| Tjeckien U16  | 1:a kval (grupp MEVZA) | Bulgarien 2017              |
| Rumänien U16  | Bästa 2:a i kval       | / Italien och Kroatien 2019 |
| Ryssland U16  | 1:a kval (grupp EEVZA) | / Italien och Kroatien 2019 |
| Serbien U16   | 1:a kval (grupp BVA)   | / Italien och Kroatien 2019 |
| Slovakien U16 | Värdland               | Debut                       |
| Turkiet U16   | 1:a kval (grupp E)     | / Italien och Kroatien 2019 |
| Ungern U16    | Värdland               | Bulgarien 2017              |

## Turneringen

### Gruppspel
| Grupp I      | Grupp II      |
| ------------ | ------------- |
| Belgien U16  | Bulgarien U16 |
| Polen U16    | Kroatien U16  |
| Tjeckien U16 | Italien U16   |
| Ryssland U16 | Rumänien U16  |
| Turkiet U16  | Serbien U16   |
| Ungern U16   | Slovakien U16 |

#### Grupp I

##### Resultat
| 10 juli 2021 Continental Aréna, Nyíregyháza Speltid: 1:49 - Åskådare: 80  | Polen U16    | 1 - 3 | Turkiet U16  | 22-25, 26-28, 25-18, 18-25                |
| 10 juli 2021 Continental Aréna, Nyíregyháza Speltid: 1:42 - Åskådare: 210 | Ungern U16   | 3 - 1 | Tjeckien U16 | 25-23, 19-25, 25-19, 25-17                |
| 10 juli 2021 Continental Aréna, Nyíregyháza Speltid: 1:09 - Åskådare: 50  | Belgien U16  | 0 - 3 | Ryssland U16 | 16-25, 21-25, 16-25                       |
| 11 juli 2021 Continental Aréna, Nyíregyháza Speltid: 1:09 - Åskådare: 50  | Tjeckien U16 | 0 - 3 | Turkiet U16  | 17-25, 14-25, 15-25                       |
| 11 juli 2021 Continental Aréna, Nyíregyháza Speltid: 2:05 - Åskådare: 280 | Ungern U16   | 3 - 1 | Belgien U16  | 25-14, 25-17, 23-25                       |
| 11 juli 2021 Continental Aréna, Nyíregyháza Speltid: 1:07 - Åskådare: 50  | Ryssland U16 | 3 - 0 | Polen U16    | 25-14, 25-20, 25-13                       |
| 12 juli 2021 Continental Aréna, Nyíregyháza Speltid: 1:36 - Åskådare: 60  | Belgien U16  | 3 - 1 | Tjeckien U16 | 25-19, 14-25, 25-22, 25-23                |
| 12 juli 2021 Continental Aréna, Nyíregyháza Speltid: 1:11 - Åskådare: 160 | Polen U16    | 3 - 0 | Ungern U16   | 25-18, 25-14, 25-14                       |
| 12 juli 2021 Continental Aréna, Nyíregyháza Speltid: 1:59 - Åskådare: 80  | Turkiet U16  | 2 - 3 | Ryssland U16 | 23-25, 25-18, 25-22, 17-25, 13-15 103–105 |
| 14 juli 2021 Continental Aréna, Nyíregyháza Speltid: 1:07 - Åskådare: 70  | Belgien U16  | 0 - 3 | Polen U16    | 18-25, 18-25, 15-25                       |
| 14 juli 2021 Continental Aréna, Nyíregyháza Speltid: 1:10 - Åskådare: 140 | Ungern U16   | 0 - 3 | Turkiet U16  | 17-25, 21-25, 18-25                       |
| 14 juli 2021 Continental Aréna, Nyíregyháza Speltid: 1:09 - Åskådare: 60  | Tjeckien U16 | 0 - 3 | Ryssland U16 | 22-25, 16-25, 12-25                       |
| 15 juli 2021 Continental Aréna, Nyíregyháza Speltid: 1:12 - Åskådare: 50  | Turkiet U16  | 3 - 0 | Belgien U16  | 25-14, 26-24, 25-16                       |
| 15 juli 2021 Continental Aréna, Nyíregyháza Speltid: 1:10 - Åskådare: 150 | Ryssland U16 | 3 - 0 | Ungern U16   | 25-12, 25-17, 25-12                       |
| 15 juli 2021 Continental Aréna, Nyíregyháza Speltid: 1:56 - Åskådare: 50  | Polen U16    | 3 - 2 | Tjeckien U16 | 25-23, 19-25, 23-25, 25-13, 15-13         |

##### Sluttabell
| Pos. | Lag          | Pt | G | V | P | VS | FS | Kvot  | VP  | FP  | Kvot  |
| ---- | ------------ | -- | - | - | - | -- | -- | ----- | --- | --- | ----- |
| 1.   | Ryssland U16 | 14 | 5 | 5 | 0 | 15 | 2  | 7,500 | 405 | 294 | 1,377 |
| 2.   | Turkiet U16  | 13 | 5 | 4 | 1 | 14 | 4  | 3,500 | 425 | 352 | 1,207 |
| 3.   | Polen U16    | 8  | 5 | 3 | 2 | 10 | 8  | 1,250 | 395 | 367 | 1,076 |
| 4.   | Ungern U16   | 6  | 5 | 2 | 3 | 6  | 11 | 0,545 | 335 | 385 | 0,870 |
| 5.   | Belgien U16  | 3  | 5 | 1 | 4 | 4  | 13 | 0,307 | 323 | 413 | 0,782 |
| 6.   | Tjeckien U16 | 1  | 5 | 0 | 5 | 1  | 4  | 0,266 | 368 | 440 | 0,836 |

      Kvalificerade för semifinal
      Kvalificerade för spel om plats 5-8

#### Grupp II

##### Resultat
| 10 juli 2021 Mestská športová hala, Humenné Speltid: 1:17 - Åskådare: 30  | Italien U16   | 0 - 3 | Bulgarien U16 | 21-25, 17-25, 22-25               |
| 10 juli 2021 Mestská športová hala, Humenné Speltid: 1:13 - Åskådare: 100 | Slovakien U16 | 3 - 0 | Rumänien U16  | 25-13, 25-17, 25-22               |
| 10 juli 2021 Mestská športová hala, Humenné Speltid: 1:48 - Åskådare: 30  | Serbien U16   | 3 - 2 | Kroatien U16  | 23-25, 25-10, 22-25, 25-19, 15-11 |
| 11 juli 2021 Mestská športová hala, Humenné Speltid: 1:16 - Åskådare: 34  | Bulgarien U16 | 3 - 0 | Rumänien U16  | 25-16, 25-17, 25-19               |
| 11 juli 2021 Mestská športová hala, Humenné Speltid: 1:53 - Åskådare: 150 | Kroatien U16  | 1 - 3 | Slovakien U16 | 23-25, 21-25, 25-16, 23-25        |
| 11 juli 2021 Mestská športová hala, Humenné Speltid: 1:01 - Åskådare: 18  | Italien U16   | 3 - 0 | Serbien U16   | 25-17, 25-18, 25-13               |
| 12 juli 2021 Mestská športová hala, Humenné Speltid: 1:46 - Åskådare: 25  | Rumänien U16  | 1 - 3 | Kroatien U16  | 25-19, 19-25, 18-25, 29-31        |
| 12 juli 2021 Mestská športová hala, Humenné Speltid: 1:28 - Åskådare: 150 | Slovakien U16 | 1 - 3 | Italien U16   | 25-21, 9-25, 13-25, 18-25         |
| 12 juli 2021 Mestská športová hala, Humenné Speltid: 1:43 - Åskådare: 27  | Serbien U16   | 3 - 1 | Bulgarien U16 | 25-21, 25-19, 20-25, 25-21        |
| 14 juli 2021 Mestská športová hala, Humenné Speltid: 1:03 - Åskådare: 10  | Italien U16   | 3 - 0 | Rumänien U16  | 25-13, 27-25, 25-8                |
| 14 juli 2021 Mestská športová hala, Humenné Speltid: 1:05 - Åskådare: 27  | Serbien U16   | 3 - 0 | Slovakien U16 | 25-12, 25-17, 25-15               |
| 14 juli 2021 Mestská športová hala, Humenné Speltid: 2:15 - Åskådare: 50  | Bulgarien U16 | 3 - 2 | Kroatien U16  | 20-25, 25-18, 25-22, 26-28, 15-10 |
| 15 juli 2021 Mestská športová hala, Humenné Speltid: 1:01 - Åskådare: 15  | Rumänien U16  | 0 - 3 | Serbien U16   | 12-25, 9-25, 20-25                |
| 15 juli 2021 Mestská športová hala, Humenné Speltid: 1:00 - Åskådare: 35  | Kroatien U16  | 0 - 3 | Italien U16   | 12-25, 9-25, 22-25                |
| 15 juli 2021 Mestská športová hala, Humenné Speltid: 1:34 - Åskådare: 150 | Slovakien U16 | 1 - 3 | Bulgarien U16 | 15-25, 25-22, 8-25, 21-25         |

##### Sluttabell
| Pos. | Lag           | Pt | G | V | P | VS | FS | Kvot  | VP  | FP  | Kvot  |
| ---- | ------------- | -- | - | - | - | -- | -- | ----- | --- | --- | ----- |
| 1.   | Italien U16   | 12 | 5 | 4 | 1 | 12 | 4  | 3,000 | 383 | 277 | 1,382 |
| 2.   | Bulgarien U16 | 11 | 5 | 4 | 1 | 13 | 6  | 2,166 | 444 | 379 | 1,171 |
| 3.   | Serbien U16   | 11 | 5 | 4 | 1 | 12 | 6  | 2,000 | 403 | 336 | 1,199 |
| 4.   | Slovakien U16 | 6  | 5 | 2 | 3 | 8  | 10 | 0,800 | 344 | 412 | 0,835 |
| 5.   | Kroatien U16  | 5  | 5 | 1 | 4 | 8  | 13 | 0,615 | 428 | 478 | 0,895 |
| 6.   | Rumänien U16  | 0  | 5 | 0 | 5 | 1  | 15 | 0,066 | 282 | 402 | 0,701 |

      Kvalificerade för semifinal
      Kvalificerade för spel om plats 5-8

### Slutspelsrundan

#### Finalspel
|  | Semifinaler | Semifinaler   | Semifinaler |             |    | Final               | Final               | Final               |  |
|  |             |               |             |             |    |                     |                     |                     |  |
|  | 1I          | Ryssland U16  | 3           |             |    |                     |                     |                     |  |
|  | 1I          | Ryssland U16  | 3           |             |    |                     |                     |                     |  |
|  | 2II         | Bulgarien U16 | 0           |             |    |                     |                     |                     |  |
|  | 2II         | Bulgarien U16 | 0           |             | 1I | Ryssland U16        | 3                   |                     |  |
|  |             |               |             |             | 1I | Ryssland U16        | 3                   |                     |  |
|  |             |               | 1II         | Italien U16 | 1  |                     |                     |                     |  |
|  | 1II         | Italien U16   | 1II         | Italien U16 | 1  | 3                   |                     |                     |  |
|  | 1II         | Italien U16   |             |             |    | 3                   |                     |                     |  |
|  | 2I          | Turkiet U16   | 2           |             |    | Match om tredjepris | Match om tredjepris | Match om tredjepris |  |
|  | 2I          | Turkiet U16   | 2           |             |    |                     |                     |                     |  |
|  |             |               |             |             |    |                     |                     |                     |  |
|  |             |               |             |             |    | 2II                 | Bulgarien U16       | 3                   |  |
|  |             |               |             |             |    | 2II                 | Bulgarien U16       | 3                   |  |
|  |             |               |             |             |    | 2I                  | Turkiet U16         | 2                   |  |

##### Semifinaler
| 17 juli 2021 Continental Aréna, Nyíregyháza Speltid: 1:07 - Åskådare: 70 | Ryssland U16 | 3 - 0 | Bulgarien U16 | 25-16, 25-13, 25-16              |
| 17 juli 2021 Continental Aréna, Nyíregyháza Speltid: 1:53 - Åskådare: 80 | Italien U16  | 3 - 2 | Turkiet U16   | 25-21, 20-25, 19-25, 25-19, 15-6 |

##### Match om tredjepris
| 18 juli 2021 Continental Aréna, Nyíregyháza Speltid: 1:49 - Åskådare: 70 | Bulgarien U16 | 3 - 2 | Turkiet U16 | 21-25, 20-25, 25-10, 25-20, 15-6 |

##### Final
| 18 juli 2021 Continental Aréna, Nyíregyháza Speltid: 1:43 - Åskådare: 160 | Ryssland U16 | 3 - 1 | Italien U16 | 25-21, 22-25, 25-21, 25-16 |

#### Spel om plats 5-8
|  | Semifinaler | Semifinaler   | Semifinaler |             |    | Match om femteplats  | Match om femteplats  | Match om femteplats  |  |
|  |             |               |             |             |    |                      |                      |                      |  |
|  | 3I          | Polen U16     | 3           |             |    |                      |                      |                      |  |
|  | 3I          | Polen U16     | 3           |             |    |                      |                      |                      |  |
|  | 4II         | Slovakien U16 | 0           |             |    |                      |                      |                      |  |
|  | 4II         | Slovakien U16 | 0           |             | 3I | Polen U16            | 2                    |                      |  |
|  |             |               |             |             | 3I | Polen U16            | 2                    |                      |  |
|  |             |               | 3II         | Serbien U16 | 3  |                      |                      |                      |  |
|  | 3II         | Serbien U16   | 3II         | Serbien U16 | 3  | 3                    |                      |                      |  |
|  | 3II         | Serbien U16   |             |             |    | 3                    |                      |                      |  |
|  | 4I          | Ungern U16    | 1           |             |    | Match om sjundeplats | Match om sjundeplats | Match om sjundeplats |  |
|  | 4I          | Ungern U16    | 1           |             |    |                      |                      |                      |  |
|  |             |               |             |             |    |                      |                      |                      |  |
|  |             |               |             |             |    | 4II                  | Slovakien U16        | 0                    |  |
|  |             |               |             |             |    | 4II                  | Slovakien U16        | 0                    |  |
|  |             |               |             |             |    | 4I                   | Ungern U16           | 3                    |  |

##### Semifinaler
| 17 juli 2021 Mestská športová hala, Humenné Speltid: 1:00 - Åskådare: 100 | Polen U16   | 3 - 0 | Slovakien U16 | 25-15, 25-16, 25-18        |
| 17 juli 2021 Mestská športová hala, Humenné Speltid: 1:37 - Åskådare: 45  | Serbien U16 | 3 - 1 | Ungern U16    | 19-25, 26-24, 25-18, 25-22 |

##### Match om sjundeplats
| 18 juli 2021 Mestská športová hala, Humenné Speltid: 1:14 - Åskådare: 100 | Slovakien U16 | 0 - 3 | Ungern U16 | 20-25, 20-25, 18-25 |

##### Match om femteplats
| 18 juli 2021 Mestská športová hala, Humenné Speltid: 1:51 - Åskådare: 50 | Polen U16 | 2 - 3 | Serbien U16 | 25-20, 24-26, 25-12, 23-25, 9-15 |

## Slutplaceringar
| Pos | Lag           |
| --- | ------------- |
|     | Ryssland U16  |
|     | Italien U16   |
|     | Bulgarien U16 |
| 4.  | Turkiet U16   |
| 5.  | Serbien U16   |
| 6.  | Polen U16     |
| 7.  | Ungern U16    |
| 8.  | Slovakien U16 |
| 9.  | Belgien U16   |
| 9.  | Kroatien U16  |
| 11. | Tjeckien U16  |
| 11. | Rumänien U16  |

## Individuella utmärkelser
| Utmärkelse              | Namn             | Lag           |
| ----------------------- | ---------------- | ------------- |
| Mest värdefulla spelare | Marina Asliamova | Ryssland U16  |
| Bästa passare           | Polina Sarapova  | Ryssland U16  |
| Bästa högerspiker       | Iva Dudova       | Bulgarien U16 |
| Bästa vänsterspiker     | Erika Esposito   | Italien U16   |
| Bästa vänsterspiker     | Polina Kovaleva  | Ryssland U16  |
| Bästa center            | Linda Manfredini | Italien U16   |
| Bästa center            | Maia Monaco      | Italien U16   |
| Bästa libero            | Olesia Ananina   | Ryssland U16  |

## Statistik
| Vunna poäng | Vunna poäng       | Vunna poäng | Vunna poäng   |
| Pos.        | Namn              | Poäng       | Lag           |
| ----------- | ----------------- | ----------- | ------------- |
| 1           | Iva Dudova        | 179         | Bulgarien U16 |
| 2           | Ana Mihajlović    | 143         | Serbien U16   |
| 3           | Michaela Kánová   | 111         | Slovakien U16 |
| 4           | Polina Kovaleva   | 105         | Ryssland U16  |
| 5           | Defne Başyolcu    | 104         | Turkiet U16   |
| 5           | Liza Safronova    | 104         | Turkiet U16   |
| 7           | Eslem Yılmaz      | 103         | Turkiet U16   |
| 8           | Veronika Eremeeva | 94          | Ryssland U16  |
| 9           | Erika Esposito    | 91          | Italien U16   |
| 9           | Sonja Danilović   | 91          | Serbien U16   |

| Vunna attacker | Vunna attacker  | Vunna attacker | Vunna attacker |
| Pos.           | Namn            | Poäng          | Lag            |
| -------------- | --------------- | -------------- | -------------- |
| 1              | Iva Dudova      | 140            | Bulgarien U16  |
| 2              | Ana Mihajlović  | 118            | Serbien U16    |
| 3              | Michaela Kánová | 97             | Slovakien U16  |
| 4              | Eslem Yılmaz    | 90             | Turkiet U16    |
| 5              | Sonja Danilović | 86             | Serbien U16    |
| 6              | Defne Başyolcu  | 81             | Turkiet U16    |
| 7              | Cecília Jámbor  | 80             | Ungern U16     |
| 8              | Polina Kovaleva | 78             | Ryssland U16   |
| 9              | Zofia Sobanty   | 74             | Polen U16      |
| 10             | Erika Esposito  | 73             | Italien U16    |

| Vunna block | Vunna block           | Vunna block | Vunna block   |
| Pos.        | Namn                  | Poäng       | Lag           |
| ----------- | --------------------- | ----------- | ------------- |
| 1           | Antonina Serafinowska | 25          | Polen U16     |
| 2           | Maia Monaco           | 22          | Italien U16   |
| 3           | Begüm Kaçmaz          | 19          | Turkiet U16   |
| 4           | Linda Manfredini      | 17          | Italien U16   |
| 4           | Jovana Antić          | 17          | Serbien U16   |
| 6           | Elena Kolarova        | 16          | Bulgarien U16 |
| 6           | Bianka Mumcular       | 16          | Turkiet U16   |
| 8           | Đurđa Stanojević      | 15          | Serbien U16   |
| 9           | Aleksandra Zakharova  | 13          | Ryssland U16  |
| 9           | Iva Dudova            | 13          | Bulgarien U16 |
| 9           | Oliwia Jaroń          | 13          | Polen U16     |
| 9           | Kaya Nikolova         | 13          | Bulgarien U16 |
| 9           | Defne Başyolcu        | 13          | Turkiet U16   |

| Serveess | Serveess          | Serveess | Serveess      |
| Pos.     | Namn              | Poäng    | Lag           |
| -------- | ----------------- | -------- | ------------- |
| 1        | Iva Dudova        | 26       | Bulgarien U16 |
| 2        | Oliwia Jaroń      | 25       | Polen U16     |
| 3        | Milica Vidačić    | 22       | Serbien U16   |
| 4        | Polina Kovaleva   | 21       | Ryssland U16  |
| 4        | Ana Mihajlović    | 21       | Serbien U16   |
| 6        | Liza Safronova    | 20       | Turkiet U16   |
| 7        | Jovana Antić      | 19       | Serbien U16   |
| 8        | Amelie Vighetto   | 17       | Italien U16   |
| 9        | Marina Asliamova  | 15       | Ryssland U16  |
| 10       | Veronika Eremeeva | 14       | Ryssland U16  |